# Ленинградский электромеханический завод
ЗАО «Ленинградский электромеханический завод», более известное как ЛЭМЗ — было одним из ведущих предприятий CCCP по разработке и производству приборов учёта электроэнергии для бытового, мелко-моторного и промышленного секторов потребления.
В декабре 2014 года завод в очередной раз сменил собственника, производство электросчетчиков под товарным знаком «ЛЭМЗ» с декабря 2014 года ведет новое юридическое лицо — ООО «Научно-производственная компания „Ленинградский Электромеханический завод“».

## История
В 1913 году правление «Товарищества Российско-Американской резиновой мануфактуры» (известный в советское время комбинат «Красный Треугольник»), выпускавшей изделия из резины для населения и армии и располагавшейся в огромных корпусах на Обводном канале, приобрело участок земли на берегу Финского залива и приступило к строительству производственного корпуса для изготовления необходимого для производства резины химического продукта — сероуглерода. Выбор столь удалённого участка был обусловлен высокой степенью вредности данного химического производства, связанного с переработкой серы.
К 1917 году был возведён просторный трехэтажный корпус со сводчатой крышей — он сохранился до настоящего времени. Пуск завода задержали исторические события того времени. Потрясения Первой мировой войны и последовавшая за ней Октябрьская революция и гражданская война, прервали деятельность предприятия, находившегося в собственности иностранных подданных — граждан Швейцарии, Нидерландов и Великобритании. После его национализации Советской властью завод продолжил изготовление химической продукции. Ввиду вредного характера производства сероуглерода и в связи растущими потребностями восстановленного в 1920-е годы народного хозяйства, по инициативе видного советского руководителя С. М. Кирова было принято решение правительства об организации на площадях завода производства совершенно новой продукции — механических пишущих машинок, получивших наименование «Ленинград». В кратчайшие сроки в цехах было установлено необходимое оборудование, подготовлены технические кадры и освоено производство весьма сложной для того времени продукции — ведь одна машинка состояла из нескольких сотен различных высокоточных деталей из разнообразных материалов.
22 марта 1930 года постановлением ВСНХ СССР «Лиговский опытный завод по приготовлению сероуглерода» получил новое наименование в связи с переходом на новую продукцию — 1-й Государственный завод пишущих машинок (сокращённо «Пишмаш»). Датой рождения завода с тех пор принято считать 15 июня 1930 года — дату принятия Устава предприятия. Вплоть до начала Великой Отечественной войны завод выпускал в крупных масштабах пишущие машинки типа «Ленинград». Первый экземпляр машинки был подарен С. М. Кирову за его непосредственный вклад в организацию данного производства. В настоящее время эта машинка находится в мемориальном музее-квартире С. М. Кирова.
После того, как летом 1941 года после занятия фашистами ближних пригородов Ленинграда фронт вплотную приблизился к заводу «Пишмаш», производство за одну неделю июля было эвакуировано в Уфу, а сам завод был занят немецкими захватчиками и сильно разрушен. 3 октября 1941 года западнее территории завода был высажен морской десант в составе усиленной роты 6-й бригады морской пехоты (известный как десант на Пишмаш). Многие работники завода ушли на фронт и сражались почти у стен родного предприятия. После изгнания фашистских захватчиков и снятия 900-дневной блокады Ленинграда в 1944 году незамедлительно началось восстановление завода. Жить многим рабочим было негде и в старом заводоуправлении открыли общежитие.
В 1945 году завод ввёл в эксплуатацию литейный цех. В первые же послевоенные годы изменился характер продукции завода: завод ремонтировал строительную технику для нужд восстановления города Ленинграда, в котором более четверти жилого фонда было либо разрушено, либо сильно повреждено в результате бомбардировок и артобстрелов. Завод изготавливал также машины для добычи важного и часто единственного в то время вида топлива — торфа в расположенных вокруг города болотах.
Быстрое восстановление промышленности и жилого фонда в Ленинграде и связанный с этим рост потребления всё ещё дефицитной электроэнергии потребовали организовать в городе производство приборов учёта электроэнергии, потребление которой в первые послевоенные годы строго лимитировалось. 19 марта 1953 года приказом Министерства электростанций СССР заводу было присвоено новое наименование — Ленинградский Электромеханический завод, и в 1954 году на нём было в короткие сроки организовано серийное производство однофазных счётчиков типа СО-1 и СО-2. Разработку новых, сначала однофазных, а позднее трёхфазных электромеханических счётчиков осуществил собственный коллектив инженеров-конструкторов завода под руководством талантливого главного конструктора Николая Ивановича Чоловского.

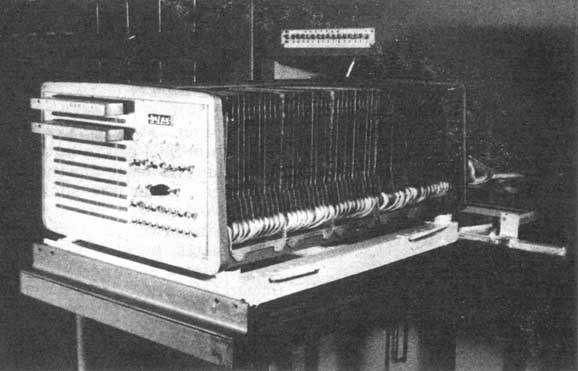
УМ1-НХ на Ленинградском электромеханическом заводе (ЛЭМЗ)

В начале 1963 года завод получил ответственное правительственное задание — срочно освоить и приступить к серийному выпуску разработанных в нашей стране управляющих электронных вычислительных машин УМ-1НХ («Управляющая малая вычислительная машина для народного хозяйства»). Решение о производстве данных машин на заводе ЛЭМЗ принималось Правительством СССР после успешной демонстрации этой революционной для своего времени электронной машины руководителю страны Н. С. Хрущёву в центре промышленной электроники в здании Дома Советов в Ленинграде. Серийный выпуск машин УМ1-НХ начался на заводе ЛЭМЗ спустя всего год. В то же время на заводе было соддано специальное конструкторско-технологическое бюро (СКТБ) по развитию выпуска вычислительных машин и комплексов. Разработанные электронные машины отличались малыми размерами и высокой надёжностью и нашли также применение в оборонной и космической отрасли. Завод благодаря неустанному творческому труду его конструкторов, программистов, рабочих в цехах и руководителей стал подлинным флагманом электронного приборостроения в стране. Заслуживают доброй памяти потомков директора завода, руководившие этим славным заводом в ключевые годы его стремительного развития: Лауреаты Государственной премии СССР в области науки и техники (1967—1979) Виктор Викторович Инкинен (директор в 1953—1973 гг.), Виктор Васильевич Рыбаков (руководил заводом в 1973—1981 гг.), Евгений Павлович Шарапов (директор в 1981—1985 гг.), Валентин Борисович Смирнов (1987—2002 гг.).
В те же годы (а именно с 1967 года) завод освоил производство информационно-вычислительных комплексов типа ИВ-500 для атомных электростанций, строившихся в СССР и за рубежом. Инженерные специалисты завода непосредственно участвовали в строительстве многих атомных станций в разных городах нашей страны и в других социалистических странах.
В 1970 году на заводе создаётся Центральное конструкторское бюро систем числового программного управления. Одной из первых разработок бюро стало электронное устройство для управления токарными станками «Контур 2ПТ-71». В 1973 году завод выпустил первые промышленные серии устройств с числовым программным управлением для фрезерных, токарных и других металлорежущих станков. ЛЭМЗ в 1970-е годы вырос в крупнейшее промышленное предприятие по производству электронной техники. В это время были построены новые современные производственные корпуса, а число сотрудников превысило 5000 человек, выпуск устройств ЧПУ достиг 3000 штук в год. За разработку и освоение чрезвычайно сложной электронной техники приказом Министра приборостроения СССР от 16 февраля 1976 года завод был награждён Орденом Трудового Красного Знамени; государственные награды тогда же получили десятки сотрудников завода.
В 1980-е годы на базе заводского бюро систем числового программного управления (СЧПУ) создаётся «Всесоюзный научно-исследовательский институт систем числового программного управления» (ВНИКИ СЧПУ), коллектив которого разработал множество серий устройств числового программного управления для многокоординатной обработки деталей машиностроения — многие из них работают в промышленности и в настоящее время (серия УЧПУ «4С»).
В 1985 году завод вошел в состав крупного научно-промышленного объединения «ЭЛЕКТРОНМАШ», включавшего, помимо завода ЛЭМЗ, ещё нескольких приборостроительных заводов («Автотекст», «Электронприбор», «Теплоприбор») и проектных институтов.
Происшедшие в 1991—1992 годах эпохальные политические события в стране привели к распаду объединения и в 1993 году государственное предприятие ЛЭМЗ преобразовалось в акционерное общество, а производство сложных электронных систем ввиду кризиса в промышленности полностью прекратилось. Это было трудное время, как для страны, так и для большинства промышленных предприятий. Завод оказался в тяжёлом финансовом положении, однако благодаря энергичной и профессионально правильной хозяйственной политике руководства завода во главе с генеральным директором В. Б. Смирновым заводу удалось выйти из кризиса 1990-х годов и сохранить и развить производство счётчиков электроэнергии — сначала индукционных, а с 1998 года — и электронных, выпуск которых превысил 1 миллион штук в год. Доля завода на рынке к 2005 году достигла 32 %.
В 2011 году была произведена кардинальная реорганизация предприятия и изменён его юридический статус, в результате чего аккредитованная заводская испытательная лаборатория, основные производственные площади электронного производства, его оборудование и ключевой персонал завода были переведены в состав созданного ЗАО ЛЭМЗ. Новое предприятие с сентября 2011 года постоянно увеличивает объёмы производства и расширяет номенклатуру выпускаемых электросчётчиков.

## Деятельность
В настоящее время[когда?] ЗАО ЛЭМЗ является одним из ведущих предприятий России по разработке и производству приборов учета электроэнергии для бытового, мелко-моторного и промышленного секторов потребления.
Предприятие с эмблемой ЛЭМЗ выпустило за годы своего существования с 1953 года около 40 миллионов счётчиков электрической энергии, а продукция предприятия неоднократно отмечалась на международных и специализированных выставках медалями и дипломами. По данным за 2008 год, ЛЭМЗ занимал более 10 % на российском рынке электросчётчиков.